# Сан-Феліпе (Венесуела)
Сан-Феліпе (ісп. San Felipe) — столиця венесуельського штату Яракуй. Чисельність населення становила 103 121 житель (2006). Місто є резиденцією католицької єпархії Сан-Феліпе.

## Географія
Розташоване у центрі штату.

### Клімат
Місто знаходиться у зоні, котра характеризується кліматом тропічних саван. Найтепліший місяць — травень із середньою температурою 24.4 °C (75.9 °F). Найхолодніший місяць — січень, із середньою температурою 22.8 °С (73 °F).
| Клімат Сан-Феліпе       | Клімат Сан-Феліпе | Клімат Сан-Феліпе | Клімат Сан-Феліпе | Клімат Сан-Феліпе | Клімат Сан-Феліпе | Клімат Сан-Феліпе | Клімат Сан-Феліпе | Клімат Сан-Феліпе | Клімат Сан-Феліпе | Клімат Сан-Феліпе | Клімат Сан-Феліпе | Клімат Сан-Феліпе | Клімат Сан-Феліпе |
| Показник                | Січ.              | Лют.              | Бер.              | Квіт.             | Трав.             | Черв.             | Лип.              | Серп.             | Вер.              | Жовт.             | Лист.             | Груд.             | Рік               |
| Середній максимум, °C   | 29,7              | 30,3              | 31                | 30,6              | 29,7              | 28,7              | 28,4              | 29,1              | 29,7              | 30,1              | 29,8              | 29,5              | 29,7              |
| Середня температура, °C | 22,8              | 23,2              | 24                | 24,2              | 24,4              | 23,7              | 23,3              | 23,7              | 24,1              | 24,2              | 23,8              | 23,1              | 23,7              |
| Середній мінімум, °C    | 17,3              | 17,5              | 18,5              | 19,5              | 19,8              | 19,6              | 19                | 19,1              | 19,3              | 19,3              | 18,8              | 17,9              | 18,8              |
| Норма опадів, мм        | 24.5              | 14.7              | 15.1              | 85.6              | 174               | 185.2             | 198.3             | 159.4             | 118.1             | 129               | 109               | 55.7              | 1268.6            |
| Днів з опадами          | 5,7               | 4,3               | 4                 | 8,6               | 12,9              | 17,2              | 16,2              | 16,5              | 13                | 13,8              | 12                | 9,8               | 134               |
| Вологість повітря, %    | 75.4              | 72.5              | 71.9              | 75.3              | 79.7              | 81.9              | 82.8              | 82.3              | 81.2              | 81                | 81                | 77.8              | 78.6              |
| ----------------------- | ----------------- | ----------------- | ----------------- | ----------------- | ----------------- | ----------------- | ----------------- | ----------------- | ----------------- | ----------------- | ----------------- | ----------------- | ----------------- |
| Джерело: Weatherbase    |                   |                   |                   |                   |                   |                   |                   |                   |                   |                   |                   |                   |                   |

## Історія
1720 року ченці-капуцини спорудили місце стоянки місії. 1729 року було засновано Сан-Феліпе. Землетрус 1812 року зруйнував більшу частину міста.

## Пам'ятки

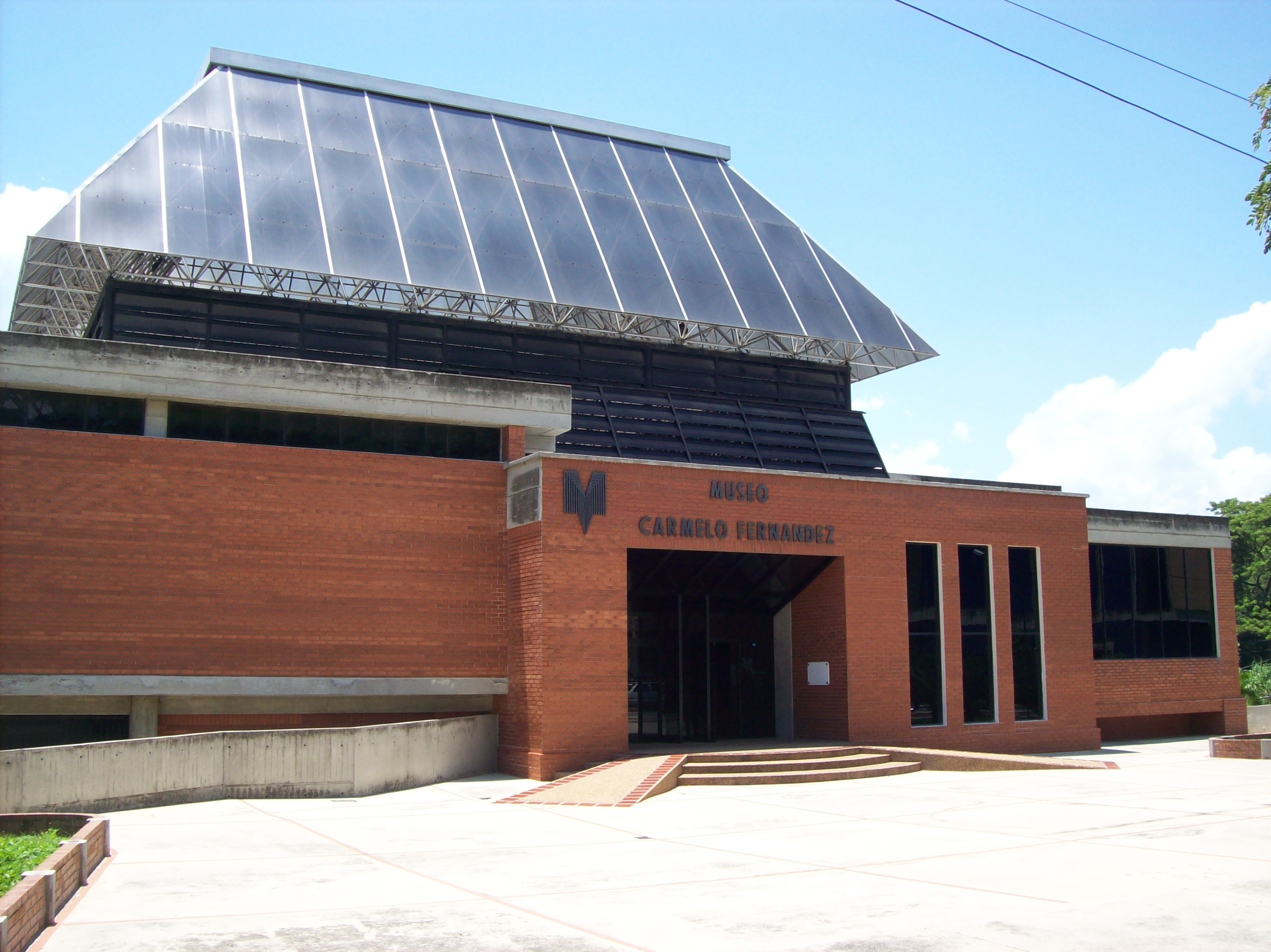
Музей Кармело Фернандес

- Сельва в національному парку Yuribí.
- В центрі розташовано історичний парк Сан-Феліпе ель Фуерте із рештками зруйнованих землетрусом будинків
- В парку Exótica Flora Tropical можна побачити відновлену колишню Misión de Nuestra Señora del Carmen 1720 року
- Музей Кармело Фернандес — міждисциплінарний музей візуального мистецтва регіону. Його було відкрито 1981 року[2].